# 沃特福德鎮區 (伊利諾伊州富爾頓縣)
沃特福德鎮區（英語：Waterford Township）是位於美國伊利諾伊州富爾頓縣的一個行政鎮區。

## 地方資料
根據2010年美國人口普查的數據，沃特福德鎮區的面積為54.80平方千米，當中陸地面積為54.30平方千米，而水域面積為0.50平方千米。當地共有人口940人，而人口密度為每平方千米17.15人。